# Woellwarth

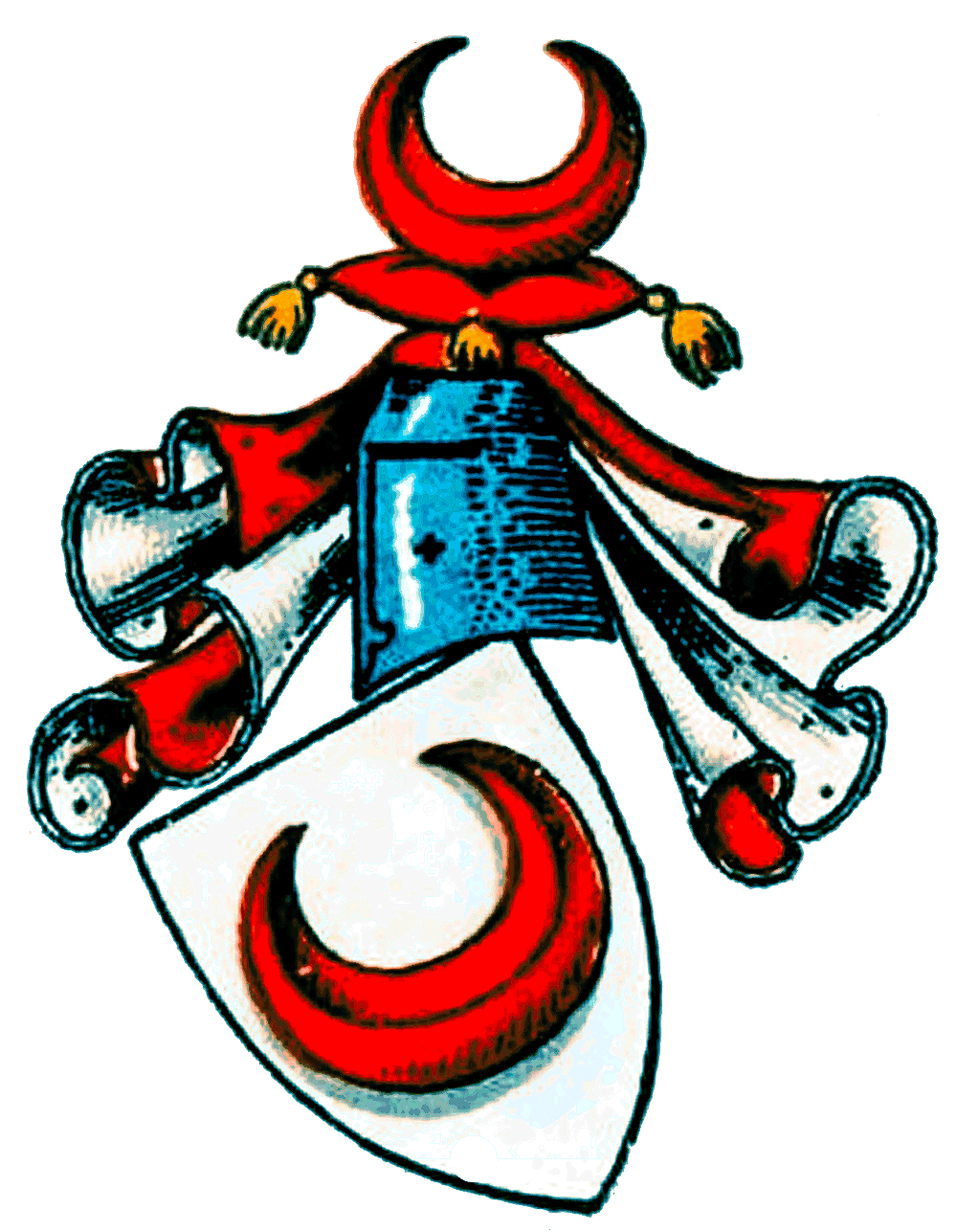
Wappen derer von Woellwarth

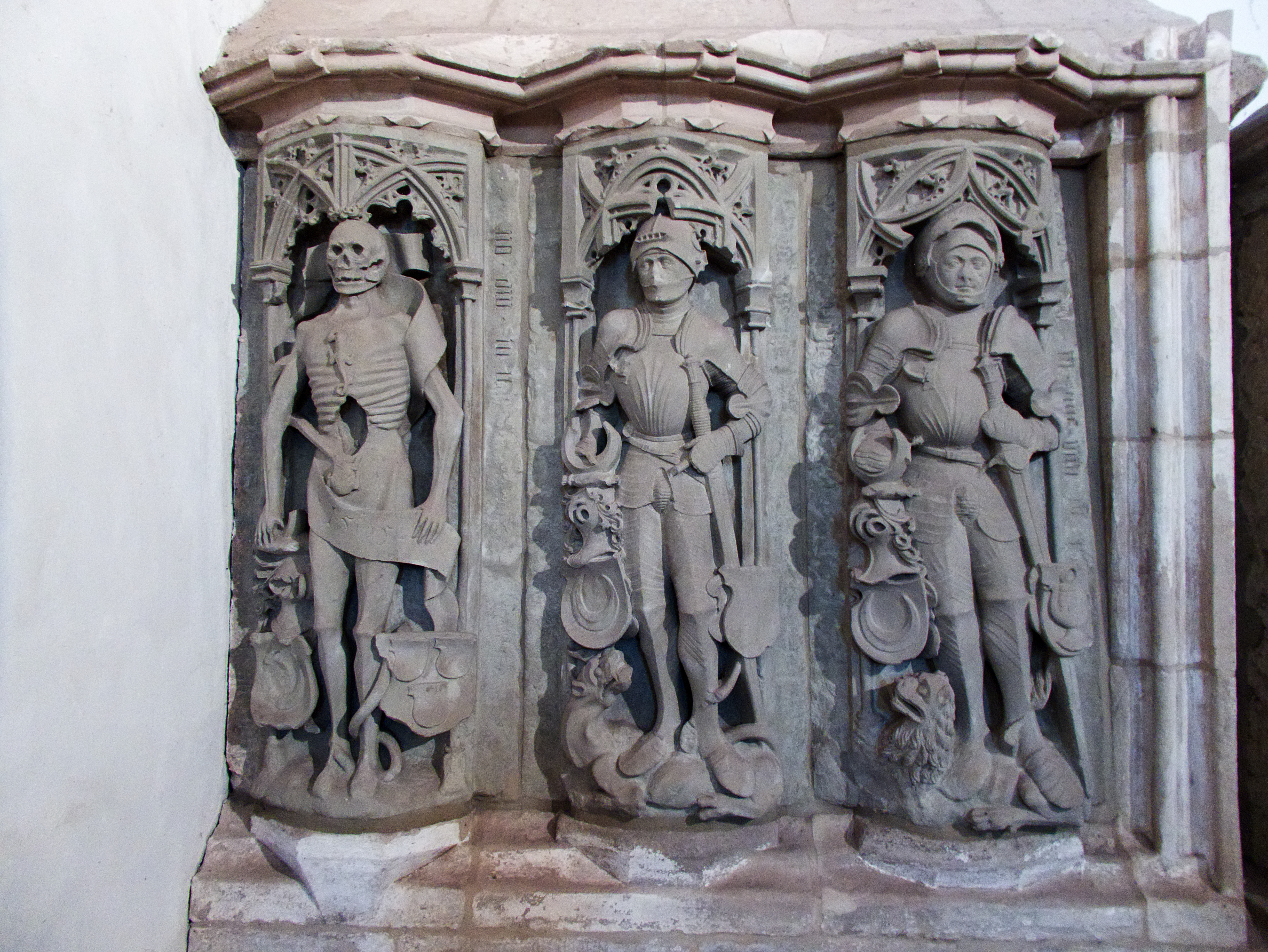
Teilansicht der Woellwarth'schen Grablege in Kloster Lorch. Links: Ulrich I. († 1505); Darstellung vermutlich als Memento mori; Mitte: Georg VI. († 1511) auf einem Lindwurm; Rechts: Heinrich I. († 1509) auf einem Löwen

Woellwarth (auch Wellwart, Wöllwart o. ä.) ist der Name eines süddeutschen Adelsgeschlecht, das aus den beiden Teillinien Woellwarth-Laubach (ältere Linie) Woellwarth-Lauterburg (jüngere Linie) besteht. Sie stiegen nach 1363 durch Georg von Woellwarth auf.

## Geschichte
Ein Geschlecht von Wellwart erscheint urkundlich erstmals 1136 bis 1155 mit den Gräflich Oettingen'schen Ministerialen Eberhardus und Otto de Wellenwarte (Guellenwarte). Ob dieses Geschlecht tatsächlich mit dem bis heute lebenden Adelsgeschlecht verwandt ist, ist in der Forschung umstritten. Die sichere Stammreihe beginnt mit dem 1409 gestorbenen Georg von Woellwart, Gräflich Württembergischer Hofmeister und Rat.
Verbreitet, aber nicht bewiesen, ist die Vermutung, dass ihre Stammburg die Burg Wellwart bei Harburg war. 1418 kamen sie, ausgehend von der Burg Lauterburg, zu Gutsbesitz in Essingen, anschließend zu weiterem Besitz in der Umgebung. 1538 erwarb Jörg Heinrich von Woellwarth das Patronat für die Essinger Kirche vom Kloster Kirchheim am Ries. 1544 verlieh ihnen Kaiser Karl V. die Blutgerichtsbarkeit, und 1547 erließ Jörg Heinrich von Woellwarth die „Dorfordnung“ für Essingen. Wohl erst nach dem Augsburger Religionsfrieden nahmen sie das lutherische Bekenntnis an. Seit dieser Zeit ist das Dorf Essingen evangelisch. 1696/1697 verkaufte Alexander Maximilian von Woellwarth wegen Überschuldung ein Drittel des Dorfes an die Grafen von Degenfeld. Im Jahre 1729 erließ die jüngere Linie Woellwarth-Lauterburg gemeinsam mit den Grafen Degenfeld eine eigene Kirchenordnung für ihren Herrschaftsbereich in den drei Dörfern Essingen, Lauterburg und Neubronn.
Der Friede von Pressburg von 1805 und die Rheinbundakte von 1806 führten zum Verlust der Selbständigkeit und zur Übergabe der Gebiete der zur Reichsritterschaft gehörenden Familie an Württemberg.
Schlossherr in Essingen im Jahr 1957 war Konrad von Woellwarth-Lauterburg. Das Wappen der Familie ist ein roter Halbmond in weißem Feld.
Seit 1981 ist Philipp Freiherr von Woellwarth-Lauterburg Schlossherr im zwischen Essingen und Lautern gelegenen Schloss Hohenroden. Das Schlossgut Hohenroden ist seit 1401 im Familienbesitz der Freiherren von Woellwarth.

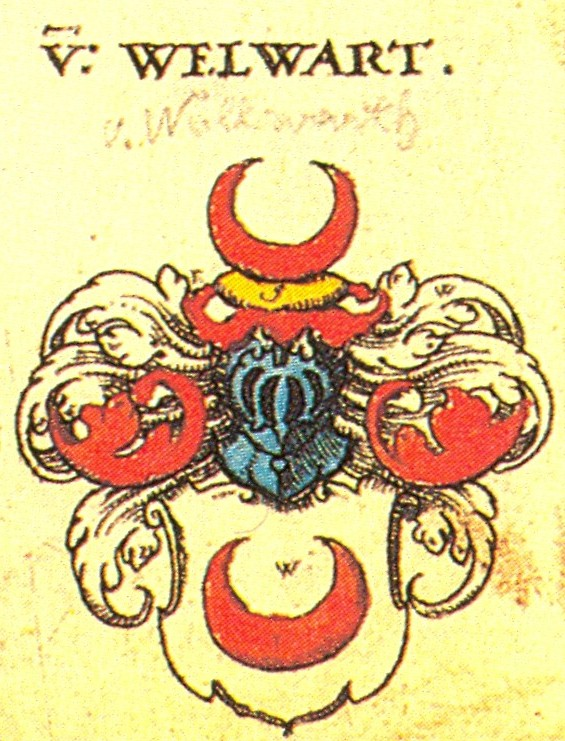
Wappen in Siebmachers Wappenbuch

## Wappen
Das Wappen (seit 13. November 1364 infolge des Erwerbs des Wappens der Relch von Stopfenheim) zeigt in Silber einen liegenden roten Halbmond. Auf dem Helm mit rot-silbernen Helmdecken ein gold bequastetes rotes Kissen unter dem roten Halbmond.

## Familienmitglieder
- Georg von Woellwarth († 1409), württembergischer Hofmeister und Rat
- Ulrich I. von Woellwarth († 1505)
- Heinrich I. von Woellwarth († 1509)
- Georg VI. von Woellwarth († 1511)
- Hans Sigmund von Woellwarth-Laubach (1546–1622)
- Maria von Wildenstein, geb. Woellwarth († 1599)
- Johanna Marianne von Wedel, geb. von Wöllwarth-Essingen (1750–1815), Sachsen-Weimarische Oberhofmeisterin
- Karl Ludwig Georg von Wöllwarth-Lauterburg (1750–1832), Staatsminister und Kammerpräsident
- Wilhelm August Friedrich von Woellwarth (1763–1839), Generalleutnant
- Karl von Woellwarth-Lauterburg (1800–1867), württembergischer Landtagsabgeordneter
- Wilhelm von Wöllwarth-Lauterburg (1802–1875), deutscher Jurist, Präsident des badischen Evangelischen Oberkirchenrats und Abgeordneter beim Erfurter Unionsparlament
- Georg von Wöllwarth-Lauterburg (1836–1919), Rittergutsbesitzer und Mitglied des Deutschen Reichstags
- August von Wöllwarth-Lauterburg (1845–1908), Oberhofmarschall, Exzellenz, Generalmajor à la suite, Kammerherr